# Scopula aphercta
Scopula aphercta là một loài bướm đêm trong họ Geometridae.